# Länge leve drottningen
Länge leve drottningen (nederländska: Lang Leve de Koningin) är en nederländsk barnfilm från 1995 av Esmé Lammers med Tiba Tossijn i huvudrollen som Sara och Monique van de Ven som schackets vita drottning. Filmen vann en guldkalv för bästa långfilm 1996.

## Handling
Sara köper ett schackspel av sin pojkväns far för sina fickpengar. Hennes pojkvän, Victor, lär henne att spela schack med dekorativt schackspel, som kommer till liv i hennes fantasi. Samtidigt får hon veta mer och mer om sin far, som hon aldrig lärt känna. Det är inte lätt för henne att både spela schack och lära känna sin far. Allt hennes mor vill säga är att hennes far bor i Sydafrika.
Mästaren i hennes klass vägrar också till en början att tro på Saras färdigheter. Men när hon lär sig att spela schack mot alla odds får hon vara med i en schacktävling mot den berömde schackspelaren Bob Hooke. Med sitt spelande gör hon ett stort intryck på den främsta schackspelaren. När Victor blir sjuk under schackspelet tar Sara hem honom. I sin brådska glömmer hon sitt schackspel. När Bob Hooke går efter henne för att ta med sig hennes schackspel, upptäcker han att hon är hans dotter.

## Rollista
- Tiba Tossijn — Sara
- Monique van de Ven — Vita drottningen
- Derek de Lint — Bob Hooke
- Lisa de Rooy — Saras mamma
- Pieter Lutz — Saras morfar
- Maja van den Broecke — Svarta kungen
- Jack Wouterse — Vita kungen
- Serge-Henri Valcke — Svarta kungen
- Rudolf Lucieer — Lärare
- Cas Enklaar — Vit löpare
- Karen van Holst Pellekaan — Hovdam
- Mike Ho Sam Sooi — TV-reporter
- Sophia Dijkgraaf — Mariëtte
- Maya Cohen — Mariëtte kompis
- Wil van der Meer — Mariëttes far
- René Nijman — Victor
- Geert Lageveen — Victors far
- Dolf Jansen — Tom de Ruyter
- Harry Piekema — Vit springare
- Hans Böhm — Nyhetsreporter
- Patrick Stoof — Kungens lakej
- Freek van Muiswinkel — Doktor
- Ton van der Hoorn — Vit torn
- Chandar van der Zande — Thomas